# Handball-DDR-Oberliga (Männer) 1990/91
Die ehemalige Handball-DDR-Oberliga der Männer spielte in der Saison 1990/91 im Zuge der deutschen Wiedervereinigung unter der Bezeichnung 1. Handball-Liga, in der zum letzten Mal der Hallenhandballmeister für den Bereich der ehemaligen DDR ermittelt wurde. Bis zum Dezember 1990 spielte die Liga noch unter dem Dach des Deutschen Handballverbandes der DDR. Nachdem dieser mit dem Deutschen Handballbund der Bundesrepublik vereinigt worden war, wurde dieser zum Dachverband der Liga. Den letzten Meistertitel sicherte sich der SC Magdeburg, der im Anschluss in zwei offiziellen Endspielen um den ersten gesamtdeutschen Handballmeister gegen den VfL Gummersbach Meister der „westdeutschen“ Handball-Bundesliga antrat und dort knapp unterlag.

## Saisonverlauf
Die 1. Liga nahm ihren Spielbetrieb am 14. September 1990 auf, vier Wochen vor der deutschen Wiedervereinigung. Es beteiligten sich zwölf Mannschaften, von denen die meisten ihre Rechtsform und den Namen geändert hatten (siehe unten „Namensänderungen“). Der Vorjahresdritte SC Magdeburg trat mit seinem bisherigen Namen auf und konnte seinen zehnten Titelgewinn im Hallenhandball feiern. Der Vorjahresmeister HC Preußen Berlin, aus dem SC Berlin hervorgegangen, hatte zu Beginn einen schlechten Start und eroberte erst vier Spieltage vor Saisonende Platz zwei, den er bis zum Finale halten konnte. Die ehemaligen DDR-Sportclubs konnten in dieser Saison ihre bisherige Sonderstellung bewahren und belegten wie gewohnt die ersten fünf Plätze. Die beteiligten ehemaligen Betriebssportgemeinschaften hatten sich bereits alle in Vereine nach bundesdeutschem Recht umgewandelt, von denen der EHV Wismut Aue mit dem sechsten Rang der erfolgreichste war. Auf Platz acht kam der beste Aufsteiger Dessauer SV ZAB ein, der wie die Vereine auf den Plätzen 1 bis 10 in die Handball-Bundesliga 1991/92 eingegliedert wurde. Der zweite Aufsteiger Zwickauer HC Grubenlampe und der SV Grün-Weiß Wittenberg-Piesteritz konnten sich im Feld der besten ostdeutschen Handballmannschaften nicht behaupten und mussten mit der Eingliederung in die 2. Handball-Bundesliga 1991/92 vorliebnehmen.

## Tabellen

### Abschlusstabelle
| Pl. | Mannschaft                         | Sp. | S  | U | N  | Tore      | Diff. | Punkte  |
| --- | ---------------------------------- | --- | -- | - | -- | --------- | ----- | ------- |
| 1.  | SC Magdeburg (P)                   | 22  | 18 | 2 | 2  | 0529:3950 | +134  | 038:60  |
| 2.  | HC Preußen Berlin (M)              | 22  | 18 | 1 | 3  | 0543:4320 | +111  | 037:70  |
| 3.  | SC Leipzig                         | 22  | 16 | 0 | 6  | 0486:4250 | +61   | 032:120 |
| 4.  | BFV Frankfurt/O.                   | 22  | 11 | 3 | 8  | 0500:4630 | +37   | 025:190 |
| 5.  | SC Empor Rostock                   | 22  | 10 | 3 | 9  | 0447:4410 | +6    | 023:210 |
| 6.  | EHV Wismut Aue                     | 22  | 10 | 3 | 9  | 0441:4620 | −21   | 023:210 |
| 7.  | ThSV Eisenach                      | 22  | 10 | 2 | 10 | 0440:4590 | −19   | 022:220 |
| 8.  | Dessauer SV ZAB (N)                | 22  | 9  | 1 | 12 | 0468:4890 | −21   | 019:250 |
| 9.  | BSV Stahl Brandenburg              | 22  | 8  | 2 | 12 | 0454:4760 | −22   | 018:260 |
| 10. | SV Post Schwerin                   | 22  | 6  | 3 | 13 | 0453:4420 | +11   | 015:290 |
| 11. | Zwickauer HC Grubenlampe (N)       | 22  | 3  | 2 | 17 | 0344:4890 | −145  | 08:360  |
| 12. | SV Grün-Weiß Wittenberg-Piesteritz | 22  | 2  | 0 | 20 | 0390:5220 | −132  | 04:400  |

Platzierungskriterien: 1. Punkte – 2. Tordifferenz – 3. geschossene Tore

Legende:
  Meister (Ost) und Teilnehmer an den Endspielen gesamtdeutsche Meisterschaft sowie Eingliederung in die Handball-Bundesliga 1991/92 
  Eingliederung in die Handball-Bundesliga 1991/92 
  Eingliederung in die 2. Handball-Bundesliga 1991/92 
 (M) DDR-Meister 1990, (P) FDGB-Pokalsieger 1990, (N) Aufsteiger aus der DDR-Liga 1989/90
Namensänderungen zur Saison 1990/91
- 1. SC Berlin ⇒ HC Preußen Berlin
- ASK Vorwärts Frankfurt/O. ⇒ BFV Frankfurt/O.
- BSG Wismut Aue ⇒ EHV Wismut Aue
- BSG Motor Eisenach ⇒ ThSV Eisenach
- BSG ZAB Dessau ⇒ Dessauer SV ZAB
- SG Stahl Brandenburg/Kirchmöser ⇒ BSV Stahl Brandenburg
- BSG Post Schwerin ⇒ SV Post Schwerin
- BSG Grubenlampe Zwickau ⇒ Zwickauer HC Grubenlampe
- BSG Chemie Piesteritz ⇒ SV Grün-Weiß Wittenberg-Piesteritz

### Kreuztabelle
| 1990/91 14. September 1990 – 28. April 1991 | 1990/91 14. September 1990 – 28. April 1991 | SC Magdeburg | Pr'ßen Berlin | SC Leipzig | BFV Frankf. | SC Empor Rostock | Wismut Aue | ThSV Eisenach | Dessau SV | BSV Stahl Brandenburg | Post Schw. | Zwickauer HC Grubenlampe | W'berg P'ritz |
| ------------------------------------------- | ------------------------------------------- | ------------ | ------------- | ---------- | ----------- | ---------------- | ---------- | ------------- | --------- | --------------------- | ---------- | ------------------------ | ------------- |
| 01.                                         | SC Magdeburg                                |              | 21:21         | 23:14      | 29:20       | 27:15            | 24:17      | 25:20         | 33:21     | 24:19                 | 24:19      | 24:10                    | 28:14         |
| 02.                                         | HC Preußen Berlin                           | 21:18        |               | 27:24      | 22:21       | 23:21            | 22:14      | 29:18         | 24:16     | 26:21                 | 25:21      | 31:18                    | 30:14         |
| 03.                                         | SC Leipzig                                  | 23:18        | 23:22         |            | 25:21       | 21:16            | 21:13      | 17:19         | 25:24     | 28:16                 | 21:13      | 25:19                    | 26:16         |
| 04.                                         | BFV Frankfurt/O.                            | 20:23        | 24:22         | 24:23      |             | 20:22            | 26:18      | 22:18         | 29:18     | 29:21                 | 23:18      | 26:15                    | 24:17         |
| 05.                                         | SC Empor Rostock                            | 20:25        | 25:29         | 20:24      | 23:15       |                  | 22:16      | 16:16         | 25:22     | 23:17                 | 20:17      | 16:11                    | 31:16         |
| 06.                                         | EHV Wismut Aue                              | 18:18        | 19:18         | 18:21      | 27:25       | 26:21            |            | 26:18         | 26:26     | 20:16                 | 21:19      | 21:15                    | 22:18         |
| 07.                                         | ThSV Eisenach                               | 15:25        | 19:22         | 22:20      | 19:19       | 19:21            | 28:20      |               | 22:20     | 20:14                 | 23:19      | 24:17                    | 22:16         |
| 08.                                         | Dessauer SV ZAB                             | 18:25        | 21:26         | 22:23      | 24:17       | 23:22            | 22:20      | 24:23         |           | 21:21                 | 26:24      | [ K 1 ]                  | 23:21         |
| 09.                                         | BSV Stahl Brandenburg                       | 19:24        | 17:25         | 18:17      | 21:21       | 25:14            | 25:20      | 25:20         | 23:16     |                       | 25:22      | 25:19                    | 23:16         |
| 10.                                         | SV Post Schwerin                            | 20:21        | 19:22         | 16:20      | 22:22       | 20:20            | 21:21      | 26:14         | 22:16     | 24:18                 |            | 24:11                    | 23:14         |
| 11.                                         | Zwickauer HC Grubenlampe                    | 11:25        | 21:29         | 15:21      | 15:23       | 16:16            | 15:16      | 18:22         | 22:22     | 21:20                 | 15:26      |                          | 21:17         |
| 12.                                         | SV Grün-Weiß Wittenberg-Piesteritz          | 20:25        | 17:27         | 23:24      | 21:29       | 13:18            | 21:22      | 18:19         | 16:23     | 26:25                 | 20:18      | 16:19                    |               |

1. ↑   Dessauer SV ZAB – Zwickauer HC Grubenlampe (14. Spieltag) ; Wertung 2:0 Punkte und 20:0 Tore für Dessau, da Zwickau wegen eines Verkehrsstaus nicht an trat.

### Torschützenliste
Torschützenkönige der 1. Handball-Liga wurden Karsten Kalbitz und Uwe Seidel mit je 150 Toren.
|    | Spieler         | Verein                | Tore / 7 m |
| -- | --------------- | --------------------- | ---------- |
| 1. | Karsten Kalbitz | ThSV Eisenach         | 150 / 47   |
| 1. | Uwe Seidel      | BFV Frankfurt/O.      | 150 / 67   |
| 3. | René Jahn       | EHV Wismut Aue        | 136 / 31   |
| 4. | Volker Preißner | Dessauer SV ZAB       | 130 / 0–   |
| 5. | Frank Mühlner   | SC Leipzig            | 111 / 63   |
| 6. | Jürgen Flau     | SV Post Schwerin      | 109 / 45   |
| 7. | Ronald Lux      | SV Post Schwerin      | 105 / 14   |
| 8. | Juri Sacharow   | SC Empor Rostock      | 103 / 47   |
| 9. | Diertmar Baus   | BSV Stahl Brandenburg | 102 / 01   |

## Statistik
Die Vereine hatten 1990/91 jeweils 22 Spiele in der Handball-Liga zu bestreiten, so dass es insgesamt 132 Begegnungen gab, von der eine am grünen Tisch entschieden wurde. Dabei wurden 5.475 Tore erzielt, im Schnitt 42 Treffer pro Spiel. Die Spieler des entthronten Vorjahrsmeister HC Preußen Berlin waren mit 543 Toren am treffsichersten und in der Begegnung SC Magdeburg – Dessauer SV ZAB fielen beim 33:21 die meisten Tore. Die Krone des Torschützenkönigs mussten sich 1990/91 zwei Spieler teilen, sowohl Karsten Kalbitz vom ThSV Eisenach wie auch Uwe Seidel vom BFV Frankfurt/O. trafen 150-mal. Dabei erzielte Seidel 67 Siebenmetertore, während Kalbitz 47 Tore vom Siebenmeterpunkt warf. Der neue Meister SC Magdeburg führte an 20 Spieltagen die Ligatabelle an und musste nur am 1. Spieltag dem Dessauer SV ZAB sowie am 5. Spieltag dem SC Leipzig die Tabellenspitze überlassen.

## Meistermannschaft
| 1.                    | SC Magdeburg |
| --------------------- | --- |
| Logo vom SC Magdeburg | - Tor: Gunar Schimrock (19/–), Dirk Stoffregen (10/1), Knut Koch (6/–), Michail Juzko (4/–) - Feldspieler: Heiner Benecke (22/36), Andreas Fink (22/78), Holger Winselmann (22/85), Heiko Triepel (21/69), Sven Liesegang (20/55), Thomas Michel (20/68), Markus Pregler (20/22), Laisvidas Jankevičius (19/77), Karsten Schulze (17/6), Jens Fiedler (14/23), Steffen Stiebler (9/6), Algis Mockeliunas (2/1), Jörg Förderer (1/–) – (Spiele/Tore) - Trainer: Hartmut Krüger |

## Finale gesamtdeutsche Meisterschaft
| Datum                    |                 | Gesamt |              | Hinspiel     | Rückspiel   |
| ------------------------ | --------------- | ------ | ------------ | ------------ | ----------- |
| Sa 8. Juni / Sa 15. Juni | VfL Gummersbach | 32:31  | SC Magdeburg | 18:15 (10:6) | 14:16 (6:8) |

Der VfL Gummersbach wurde erster gesamtdeutscher Handballmeister und qualifizierte sich damit für den Europapokal der Landesmeister.

### Hinspiel
8. Juni 1991 in Gummersbach, Eugen-Haas-Halle, 2.300 Zuschauer (ausverkauft)
VfL Gummersbach: Thiel, Maurer – Erland (3), Dammann, Schröder, Derad (2), Lehnertz (2), Kraft, Petersen (1), Zlattinger, Dörhöfer (10/3), Jaeger. Trainer: Brand
SC Magdeburg: Schimrock, Stoffregen – Winselmann  (3), Fiedler, Benecke (2), Fink (3), Triepel, Schulze, Jankevičius, Michel (7), Liesegang, Mockeliunas. Trainer: Krüger
Schiedsrichter: Wilfried Lübker & Manfred Bülow

### Rückspiel
15. Juni 1991 in Magdeburg, Hermann-Gieseler-Halle, 2.300 Zuschauer (ausverkauft)
SC Magdeburg: Schimrock, Stoffregen – Winselmann  (3/1), Pregler, Fiedler (4/4), Benecke (2), Fink (1), Triepel, Schulze, Jankevičius, Michel (5), Liesegang (1). Trainer: Krüger
VfL Gummersbach: Thiel, Maurer – Erland (5), Dammann, Derad, Lehnertz (3), Kraft, Petersen, Zlattinger (1), Dörhöfer (4/2), Büngen, Jaeger (1). Trainer: Brand
Schiedsrichter: Hans-Jürgen Gottschlich & Peter Jurczik